# Jezioro Lubiańskie
Jezioro Lubiańskie – jezioro w woj. warmińsko-mazurskim, w pow. ostródzkim, w gminie Grunwald, leżące na terenie Garbu Lubawskiego.
Jezioro o brzegach stromych (z wyjątkiem północno-wschodniej części) i zalesionych.

## Historia
W pobliżu jeziora Lubień znajduje się miejsce bitwy pod Grunwaldem. W nocy z 14 na 15 lipca 1410 roku król Władysław Jagiełło ruszył z armią polsko-litewską spod Dąbrówna.
Jan Długosz tak opisał to wydarzenie:

Przebywszy przestrzeń dwumilową (ok. 10 km), na której wokół płonęły wsie wrogów, po przybyciu na mające być wsławione przyszłą bitwą pola wsi Stębarku i Grunwaldu, kazał rozbić obóz wśród zarośli i gajów, których tutaj było wiele. Namiot kapliczny polecił ustawić na wzgórzu od strony jeziora Lubień, zamierzając wysłuchać mszy w czasie, gdy wojsko zajmowało się rozbijaniem obozu.

Najbliższe miejscowości to: Góry Lubiańskie, Ulnowo, Lubianek, Zybułtowo. Niedaleko jeziora znajduje się gospodarstwo Agroturystyczne i Pensjonat Osada Ulnowo (w miejscowości Ulnowo).

## Dane morfometryczne
Powierzchnia zwierciadła wody według różnych źródeł wynosi od 32,1 ha przez 33,8 ha do 35,0.
Zwierciadło wody położone jest na wysokości 177,7 m n.p.m. Średnia głębokość jeziora wynosi 4,0 m, natomiast głębokość maksymalna 7,5 m.

## Hydronimia
Według urzędowego spisu opracowanego przez Komisję Nazw Miejscowości i Obiektów Fizjograficznych (KNMiOF) nazwa tego jeziora to Jezioro Lubiańskie. W różnych publikacjach i na mapach topograficznych jezioro to występuje pod nazwą Lubień, Lubian, Łubian, Lubien lub Lubień lub też Lubreń.